# موار
موار (بالجاوية: موار) أو بندر مهاراني هي مدينة تاريخية وعاصمة مديرية موار، في ولاية جوهر بماليزيا. وواحدة من أشهر مناطق الجذب السياحي في ماليزيا. يزورها السياح من أجل طعامها وقهوتها ومبانيها التاريخية قبل الحرب. تم الإعلان عنها مؤخرًا كمدينة جوهر الملكية من قبل السلطان إبراهيم إسكندر وهي رابع أكبر مدينة (بعد جوهور بهرو وباتو بهات وكلونغ) في جوهر. موار مقسمة حاليًا بين مديرية موار ومديرية تانجاك الجديدة،
موار هي واحدة من أنظف المدن في جنوب شرق آسيا، حيث تم منحها جائزة المدينة المثالية لأنظف مدينة سياحية آسيوية عام 2017.

## المدن الشقيقة
- كلاغ، سلاغور، ماليزيا
- تيلوك إنتان، فيرق، ماليزيا
- كوليم، قدح، ماليزيا